# اهرنبرگ (هسن)
اهرنبرگ (هسن) (به آلمانی: Ehrenberg) یک شهر در آلمان است که در فولدا واقع شده‌است.